# Nadieżda Pietrowa
Nadieżda Wiktorowna Pietrowa, ros. Надежда Викторовна Петрова (ur. 8 czerwca 1982 w Moskwie) – rosyjska tenisistka, brązowa medalistka Letnich Igrzysk Olimpijskich 2012 w grze podwójnej, zwyciężczyni Mistrzostw WTA w 2012 roku w grze podwójnej, klasyfikowana w czołowej dziesiątce rankingu światowego zarówno w grze pojedynczej, jak i podwójnej, finalistka US Open 2010 oraz French Open 2012 w grze podwójnej.

## Pochodzenie
Pochodzi z rodziny sportowej. Ojciec Wiktor Pietrow startował jako młociarz, matka Nadieżda Iljina zdobyła brąz olimpiady w Montrealu (1976) w sztafecie 4x400 m; po zakończeniu karier oboje rodzice pracowali jako trenerzy lekkoatletyki. Część swojej młodości spędziła w Egipcie, gdzie jej rodzice pracowali jako trenerzy. Początek kariery Pietrowej związany był z Polską, zawodniczka przez kilka lat mieszkała i trenowała w Krakowie. W 1998 wygrała rywalizację juniorek w grze pojedynczej na French Open. Jako tenisistka zawodowa występuje od września 1999 roku.

## Kariera tenisowa
Jej tenis, podobnie jak większości grających równocześnie Rosjanek, opiera się na silnych uderzeniach z głębi kortu (backhand oburęczny). Spośród swoich rywalek wyróżnia się dobrymi warunkami fizycznymi (prawie 180 cm).
Reprezentowała Rosję w Pucharze Federacji w 2001 oraz na igrzyskach olimpijskich w Atenach (2004).
Pierwszy raz do czołowej setki rankingu awansowała w 1999, dwa lata później była w pierwszej pięćdziesiątce. Po słabszym sezonie 2002 powróciła do szerokiej czołówki światowej i wkrótce znacznie poprawiła swoje miejsce, kończąc kolejne dwa lata (2003, 2004) na miejscach nr 12, blisko pozycji uprawniającej do startu w Masters. Dwukrotnie osiągnęła półfinały turniejów wielkoszlemowych – French Open 2003 i 2005, ponadto była ćwierćfinalistką US Open 2004, Wimbledonu 2005 i US Open 2005. Jej najwyższa dotychczasowa pozycja w rankingu WTA to 3 w singlu (15 maja 2006)) i również 3 w deblu (21 marca 2005).
W październiku 2005 wygrała pierwszy w swej karierze turniej WTA Tour – Generali Ladies w austriackim Linzu. Drugi tytuł zdobyła w marcu 2006 w Dosze, pokonując w finale Francuzkę Amélie Mauresmo. Miesiąc później wygrała turnieje Bausch & Lomb Championships w Amelia Island, pokonując w finale Włoszkę Francescę Schiavone (pierwsze zwycięstwo nad Schiavone w ich piątym pojedynku) oraz w Charleston (w finale ze Szwajcarką Patty Schnyder).
Jeszcze lepsze wyniki osiąga jako deblistka, wygrawszy 24 turnieje (w tym dwukrotnie Mistrzostwa WTA); w marcu 2005 była klasyfikowana jako nr 3. rankingu deblistek.
Sezon 2006 rozpoczęła od półfinału w turnieju niższej kategorii w Auckland, tydzień później oddała walkowerem mecz ćwierćfinałowy w Sydney przeciwko Justine Henin-Hardenne. Nadia uległa rodaczce Szarapowej w ćwierćfinale Australian Open. Zwycięstwo turniejowe, po serii ćwierćfinałów i półfinałów, osiągnęła w Doha, pokonując w finale Amélie Mauresmo. Francuzka zrewanżowała się w ćwierćfinale w Miami. Nadia rozpoczęła serię fantastycznych zwycięstw: wygrała turniej w Amelia Island, następnie w Charleston oraz Berlinie, pokonując w finale Belgijkę Henin-Hardenne. Przełomowym momentem sezonu był turniej French Open, gdzie Rosjanka, zaliczana do ścisłych faworytek, odpadła w pierwszej rundzie z Akiko Morigami. Od tej pory aż do US Open nie wygrała żadnego ze spotkań. Na nowojorskich kortach przegrała z Tatianą Golovin w trzeciej rundzie. Zrewanżowała się jednak Francuzce, wygrywając z nią w finale w Stuttgarcie – to był z kolei punkt zwrotny, Pietrowa zdawała się wracać do optymalnej formy. Potwierdzają to jej kolejne wyniki – finały w Moskwie, Linzu oraz wygrana nad liderką rankingu Mauresmo w meczach grupowych WTA Tour Championships w Madrycie (Pietrowa przegrała jednak z Henin-Hardenne i Hingis i nie zdołała awansować do fazy pucharowej turnieju).
W 2007 roku zdobyła wraz z Dmitrijem Tursunowem Puchar Hopmana.
W paryskim turnieju Open Gaz de France odniosła pierwsze turniejowe zwycięstwo w tym roku. W drodze do finału pokonała między innymi Amélie Mauresmo 5:7, 6:4, 7:6, mimo że w ostatnim secie przegrywała 1:4. W finale zwyciężyła Czeszkę Lucie Šafářovą 4:6, 6:1, 6:4 i odniosła siódme zwycięstwo w turnieju WTA. Osiągnęła też półfinał deblowy ze Swietłaną Kuzniecową. W Antwerpii dotarła do ćwierćfinału. Wystąpiła w Amelia Island jako obrończyni tytułu, tam była najwyżej rozstawiona. W grze podwójnej z Lisą Raymond odpadła w ćwierćfinale. W maju w Warszawie odpadła w drugiej rundzie, przegrywając z Włoszką Marą Santangelo. W Los Angeles dotarła do finału, gdzie pokonała ją Ana Ivanović.
Rok 2008 rozpoczęła od osiągnięcia 1/8 finału Australian Open, gdzie przegrała z Polką Agnieszką Radwańską 6:1, 5:7, 0:6 (mimo prowadzenia 6:1, 3:0). W kolejnych występach – w Paryżu, Doha, Dubaju i Miami – przegrywała pierwsze mecze.
Podczas imprezy w Stambule przełamała złą passę wygrywając ze Amerykanką Lilią Osterloh i Martą Domachowską, lecz w ćwierćfinale została pokonana przez reprezentantkę Uzbekistanu Akgul Amanmuradovą.

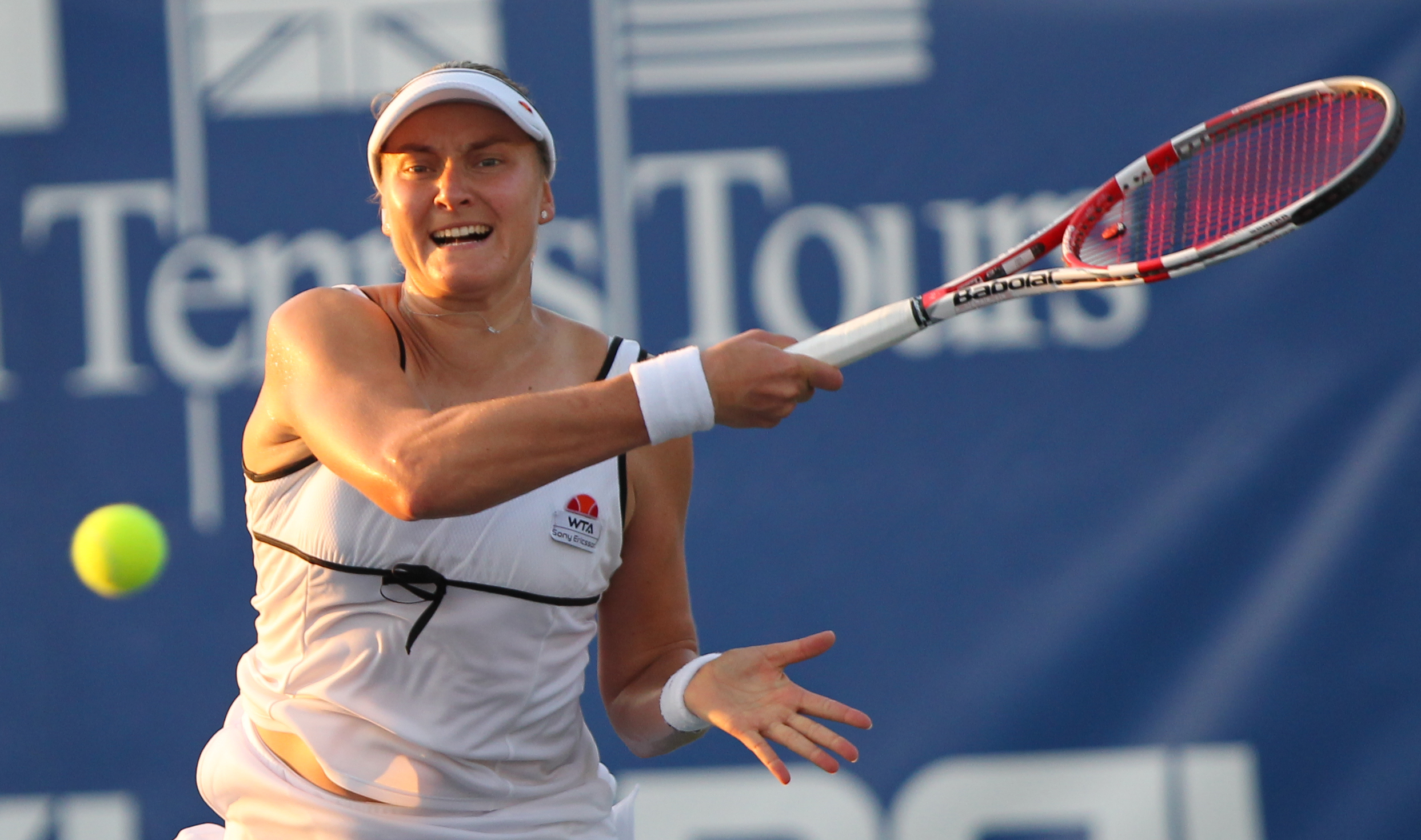
Nadia Petrova

W 2012 roku wygrała w grze podwójnej turniej Premier Mandatory w Miami. W parze z Mariją Kirilenko pokonały włoski duet Sara Errani–Roberta Vinci 7:6(0), 4:6, 10-4. W czerwcu zwyciężyła w turnieju International w 's-Hertogenbosch. Razem z Mariją Kirilenko zdobyły brązowy medal igrzysk olimpijskich w konkurencji deblistek. W półfinale przegrały z siostrami Williams 5:7, 4:6, a w meczu o trzecie miejsce pokonały Liezel Huber i Lisę Raymond 4:6, 6:4, 6:1. W sierpniu osiągnęła finał imprezy w Montrealu, w którym uczestniczyła razem z Katariną Srebotnik. We wrześniu zwyciężyła w zawodach singlowych podczas turnieju rangi Premier 5 w Tokio. W finale pokonała Agnieszkę Radwańską 6:0, 1:6, 6:3. Razem z Kirilenko osiągnęła w październiku finał rozgrywek deblowych w Moskwie. W kończących sezon Mistrzostwach WTA zdobyła razem z Kirilenko tytuł deblowy, pokonując w finale Andreę Hlaváčkovą i Lucie Hradecką 6:1, 6:4. Tydzień później zwyciężyła też w zawodach singlowych podczas WTA Tournament of Champions, kiedy to bez przegrania meczu pokonała w finale Caroline Wozniacki wynikiem 6:2, 6:1.

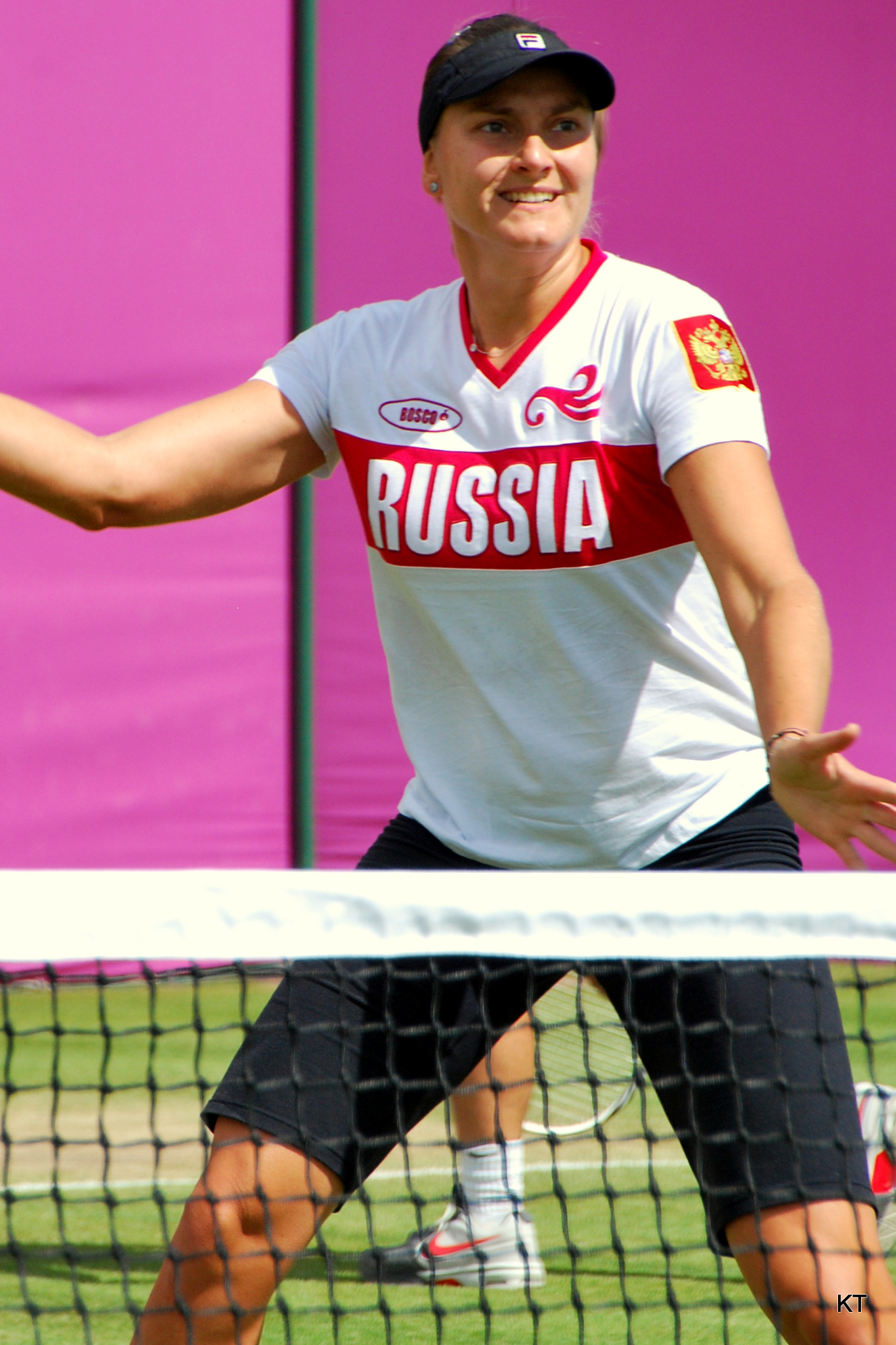
Nadia Petrova

W styczniu 2013 roku razem ze Srebotnik osiągnęła triumf w turnieju w Sydney, pokonując w finale Errani i Vinci wynikiem 6:3, 6:4. W lutym oba deble ponownie spotkały się w finale turnieju, tym razem w Dosze, jednak Pietrowa z partnerką przegrały z Włoszkami wynikiem 6:2, 3:6, 6-10. W kolejnym tygodniu razem ze Srebotnik awansowały do finału zawodów gry podwójnej w Dubaju, lecz w meczu mistrzowskim uległy parze Bethanie Mattek-Sands–Sania Mirza wynikiem 4:6, 6:2, 7-10. W Indian Wells osiągnęła razem ze Srebotnik finał, w którym uległy Jekatierinie Makarowej i Jelenie Wiesninie 0:6, 7:5, 6–10. W Miami debel ponownie osiągnął finał, w którym pokonał Lisę Raymond i Laurę Robson 6:1, 7:6(2). Przez kontuzje w drugiej części sezonu i rezygnacja z turniejów w Azji, wypadła z pierwszej setki rankingu singlowego. Sezon zakończyła na 102. miejscu (najgorszym od dziesięciu sezonów).
Sezon 2014 rozpoczęła od porażki w eliminacjach do turnieju w Paryżu. Następnie, jako kwalifikantka, odpadła w pierwszej rundzie turnieju w Dosze, przegrywając 6:7(5), 5:7 z Peng Shuai. W Dubaju grająca z dziką kartą Pietrowa uległa 3:6, 2:6 Carli Suárez Navarro już w pierwszym meczu. Na początku marca wzięła udział w turniejach w Indian Wells i Miami. W pierwszym z nich oddała mecz z Silvią Soler Espinosą po kreczu przy stanie 1:1. W drugim najpierw wygrała z Urszulą Radwańską, a potem uległa Sabine Lisicki 6:3, 4:6, 4:6. W grze deblowej, wraz z Anastasiją Pawluczenkową osiągnęła półfinał turnieju w Dosze.
Ulubioną nawierzchnią Nadieżdy są korty twarde, ponieważ jest tenisistką grającą agresywnie. Lubi szybko kończyć piłki, nie przepada za dłuższymi wymianami.
W oświadczeniu wydanym na początku stycznia 2017 r. Petrova poinformowała o zakończeniu kariery zawodniczej. Powodem tego posunięcia jest trwająca od 2013 r. kontuzja biodra tenisistki. Petrova nie zamierza jednak całkowicie odstawić rakiety. Nadal będzie związana z tenisem poprzez pracę charytatywną.

## Historia występów wielkoszlemowych
Legenda
     W, wygrany turniej
     F, przegrana w finale
     SF, przegrana w półfinale
     QF, przegrana w ćwierćfinale
     xR, przegrana w x rundzie
     A, brak startu

### Występy w grze pojedynczej
| Australian Open        | A   | A   | 1R | 3R | 2R | A   | 3R | 1R | 4R | QF | 3R | 4R | 4R | QF | 3R | 2R | 1R  | A   | 27 – 14  |  |  |  |  |  |  |  |
| French Open            | A   | A   | A  | 1R | 4R | A   | SF | 3R | SF | 1R | 1R | 3R | 2R | QF | 1R | 3R | 1R  | A   | 24 – 13  |  |  |  |  |  |  |  |
| Wimbledon              | A   | A   | 2R | 2R | 4R | A   | 3R | 4R | QF | A  | 4R | QF | 4R | 3R | 4R | 3R | 1R  | A   | 31 – 13  |  |  |  |  |  |  |  |
| US Open                | A   | A   | A  | 2R | 2R | 1R  | 4R | QF | QF | 3R | 3R | 3R | 4R | 1R | 3R | 4R | 1R  | A   | 27 – 14  |  |  |  |  |  |  |  |
|                        |     |     |    |    |    |     |    |    |    |    |    |    |    |    |    |    |     |     |          |  |  |  |  |  |  |  |
| Ranking na koniec roku | 589 | 142 | 95 | 62 | 39 | 111 | 12 | 12 | 9  | 6  | 14 | 11 | 20 | 15 | 29 | 12 | 102 | 374 | 109 – 54 |  |  |  |  |  |  |  |

### Występy w grze podwójnej
| Australian Open        | A   | A   | A   | A   | 1R | A  | QF | 3R | A  | A  | A  | 2R | 1R | 1R | SF | 3R | 3R | A   | 0 / 9  | 14 – 19 |  |  |  |  |  |  |  |
| French Open            | A   | A   | A   | 2R  | 2R | A  | 3R | QF | SF | A  | A  | 1R | QF | 3R | QF | F  | SF | A   | 0 / 11 | 28 – 11 |  |  |  |  |  |  |  |
| Wimbledon              | A   | A   | 2R  | A   | 3R | A  | 2R | QF | QF | A  | QF | A  | 3R | 3R | QF | 2R | QF | A   | 0 / 11 | 24 – 11 |  |  |  |  |  |  |  |
| US Open                | A   | A   | A   | 2R  | 2R | SF | 3R | 2R | 3R | QF | A  | 2R | QF | F  | SF | QF | QF | A   | 0 / 13 | 32 – 13 |  |  |  |  |  |  |  |
|                        |     |     |     |     |    |    |    |    |    |    |    |    |    |    |    |    |    |     |        |         |  |  |  |  |  |  |  |
| Ranking na koniec roku | 848 | 151 | 151 | 140 | 41 | 21 | 13 | 7  | 33 | 23 | 57 | 20 | 16 | 8  | 13 | 5  | 8  | 174 | 0 / 44 | 98 – 44 |  |  |  |  |  |  |  |

### Występy w grze mieszanej
| Australian Open | A | A | A | A | A | A | A  | A | A | A | A | A  | 1R | A | A  | 1R | QF | A | 0 / 3  | 3 – 3   |  |  |  |  |  |  |  |
| French Open     | A | A | A | A | A | A | QF | A | A | A | A | 1R | SF | A | SF | 1R | QF | A | 0 / 6  | 14 – 6  |  |  |  |  |  |  |  |
| Wimbledon       | A | A | A | A | A | A | A  | A | A | A | A | 2R | 3R | A | 3R | A  | A  | A | 0 / 3  | 5 – 3   |  |  |  |  |  |  |  |
| US Open         | A | A | A | A | A | A | A  | A | A | A | A | SF | 1R | A | 1R | A  | A  | A | 0 / 3  | 4 – 3   |  |  |  |  |  |  |  |
|                 |   |   |   |   |   |   |    |   |   |   |   |    |    |   |    |    |    |   |        |         |  |  |  |  |  |  |  |
|                 |   |   |   |   |   |   |    |   |   |   |   |    |    |   |    |    |    |   | 0 / 15 | 26 – 15 |  |  |  |  |  |  |  |

## Finały turniejów WTA
| Legenda                     | Legenda |
| --------------------------- | ------- |
| Wielki Szlem                |         |
| Igrzyska olimpijskie        |         |
| WTA Tour Championships      |         |
| WTA Tournament of Champions |         |
| 1988 – 2008                 |         |
| Kategoria I                 |         |
| Kategoria II                |         |
| Kategoria III               |         |
| Kategoria IV                |         |
| Kategoria V                 |         |
| 2009 – 2020                 |         |
| WTA Premier Mandatory       |         |
| WTA Premier 5               |         |
| WTA Premier                 |         |
| WTA International Series    |         |
| WTA 125K series (2012–2020) |         |

### Gra pojedyncza 24 (13-11)
| Końcowy wynik | Nr  | Data                 | Turniej          | Nawierzchnia    | Przeciwniczka          | Wynik finału      |
| ------------- | --- | -------------------- | ---------------- | --------------- | ---------------------- | ----------------- |
| Finalistka    | 1.  | 26 października 2003 | Linz             | Twarda (hala)   | Ai Sugiyama            | 5:7, 4:6          |
| Finalistka    | 2.  | 10 stycznia 2004     | Gold Coast       | Twarda          | Ai Sugiyama            | 6:1, 1:6, 4:6     |
| Finalistka    | 3.  | 8 maja 2005          | Berlin           | Ceglana         | Justine Henin-Hardenne | 3:6, 6:4, 3:6     |
| Finalistka    | 4.  | 16 października 2005 | Bangkok          | Twarda          | Nicole Vaidišová       | 1:6, 7:6(5), 5:7  |
| Zwyciężczyni  | 1.  | 30 października 2005 | Linz             | Twarda (hala)   | Patty Schnyder         | 4:6, 6:3, 6:1     |
| Zwyciężczyni  | 2.  | 4 marca 2006         | Doha             | Twarda          | Amélie Mauresmo        | 6:3, 7:5          |
| Zwyciężczyni  | 3.  | 9 kwietnia 2006      | Ponte Beach      | Ceglana         | Francesca Schiavone    | 6:4, 6:4          |
| Zwyciężczyni  | 4.  | 16 kwietnia 2006     | Charleston       | Ceglana         | Patty Schnyder         | 6:3, 4:6, 6:1     |
| Zwyciężczyni  | 5.  | 14 maja 2006         | Berlin           | Ceglana         | Justine Henin-Hardenne | 4:6, 6:4, 7:5     |
| Zwyciężczyni  | 6.  | 8 października 2006  | Stuttgart        | Twarda (hala)   | Tatiana Golovin        | 6:3, 7:6(4)       |
| Finalistka    | 5.  | 15 października 2006 | Moskwa           | Dywanowa (hala) | Anna Czakwetadze       | 4:6, 4:6          |
| Finalistka    | 6.  | 29 października 2006 | Linz             | Twarda (hala)   | Marija Szarapowa       | 5:7, 2:6          |
| Zwyciężczyni  | 7.  | 5 lutego 2007        | Paryż            | Dywanowa (hala) | Lucie Šafářová         | 4:6, 6:1, 6:4     |
| Finalistka    | 7.  | 8 kwietnia 2007      | Amelia Island    | Ceglana         | Tatiana Golovin        | 2:6, 1:6          |
| Finalistka    | 8.  | 12 sierpnia 2007     | Carson           | Twarda          | Ana Ivanović           | 5:7, 4:6          |
| Finalistka    | 9.  | 21 czerwca 2008      | Eastbourne       | Trawiasta       | Agnieszka Radwańska    | 4:6, 7:6(11), 4:6 |
| Zwyciężczyni  | 8.  | 17 sierpnia 2008     | Cincinnati       | Twarda          | Nathalie Dechy         | 6:2, 6:1          |
| Finalistka    | 10. | 5 października 2008  | Stuttgart        | Twarda (hala)   | Jelena Janković        | 4:6, 3:6          |
| Zwyciężczyni  | 9.  | 2 listopada 2008     | Québec           | Dywanowa (hala) | Bethanie Mattek        | 4:6, 6:4, 6:1     |
| Finalistka    | 11. | 28 sierpnia 2010     | New Haven        | Twarda          | Caroline Wozniacki     | 3:6, 6:3, 3:6     |
| Zwyciężczyni  | 10. | 31 lipca 2011        | Waszyngton       | Twarda          | Szachar Pe’er          | 7:5, 6:2          |
| Zwyciężczyni  | 11. | 23 czerwca 2012      | ’s-Hertogenbosch | Trawiasta       | Urszula Radwańska      | 6:4, 6:3          |
| Zwyciężczyni  | 12. | 29 września 2012     | Tokio            | Twarda          | Agnieszka Radwańska    | 6:0, 1:6, 6:3     |
| Zwyciężczyni  | 13. | 4 listopada 2012     | Sofia            | Twarda (hala)   | Caroline Wozniacki     | 6:2, 6:1          |

## Turnieje rangi ITF
| turnieje z pulą nagród 100 000 $ |
| turnieje z pulą nagród 75 000 $  |
| turnieje z pulą nagród 50 000 $  |
| turnieje z pulą nagród 25 000 $  |
| turnieje z pulą nagród 15 000 $  |
| turnieje z pulą nagród 10 000 $  |

### Gra pojedyncza 5 (4-1)
| Rezultat     | Data       | Turniej   | ($)    | Naw.    | Przeciwniczka      | Wynik            |
| Zwyciężczyni | 05/10/1997 | Tbilisi   | 10 000 | Ceglana | Anna Zaporożanowa  | 6:1, 6:4         |
| Zwyciężczyni | 29/03/1998 | Makarska  | 10 000 | Ceglana | Zuzana Váleková    | 6:4, 6:2         |
| Zwyciężczyni | 05/04/1998 | Hvar      | 10 000 | Ceglana | Jelena Kostanić    | 6:2, 6:2         |
| Zwyciężczyni | 12/04/1998 | Dubrownik | 10 000 | Ceglana | Katarina Srebotnik | 6:4, 7:5         |
| Finalistka   | 21/06/1998 | Sopot     | 25 000 | Ceglana | Anna Földényi      | 6:3, 2:6, 6:7(5) |

### Gra podwójna
Oficjalna strona wtatennis.com podaje, że Nadieżda Pietrowa wygrała jeden turniej deblowy rangi ITF, lecz w historii wyników nie widnieje nawet żaden finał z jej udziałem.

## Występy w Turnieju Mistrzyń

### W grze pojedynczej
| Rok  | Rezultat | Przeciwniczka                                                                 | Wynik                              |
| 2005 | RR       | Lindsay Davenport Marija Szarapowa Patty Schnyder                             | 2:6, 6:7(1) 6:1, 6:2 0:6, 7:5, 4:6 |
| 2006 | RR       | Amélie Mauresmo Martina Hingis Justine Henin-Hardenne                         | 6:2, 6:2 4:6, 6:3, 3:6 4:6, 4:6    |
| 2008 | RR       | Jelena Diemientjewa wystąpiła jako rezerwowa po wycofaniu się Sereny Williams | 4:6, 6:4, 4:6                      |

### W grze podwójnej
| Rok  | Rezultat   | Partnerka           | Przeciwniczki                    | Wynik       |
| 2004 | Zwycięstwo | Meghann Shaughnessy | Cara Black Rennae Stubbs         | 7:5, 6:2    |
| 2012 | Zwycięstwo | Marija Kirilenko    | Andrea Hlaváčková Lucie Hradecká | 6:1, 6:4    |
| 2013 | Półfinał   | Katarina Srebotnik  | Hsieh Su-wei Peng Shuai          | 6:7(5), 2:6 |

## Występy w igrzyskach olimpijskich

### Gra pojedyncza
| Runda                                                                         | Przeciwniczka                    | Wynik            |  |
| ----------------------------------------------------------------------------- | -------------------------------- | ---------------- |  |
|                                                                               |                                  |                  |  |
| Letnie Igrzyska Olimpijskie w Atenach 2004, reprezentując państwo Rosja [9]   |                                  |                  |  |
| I runda                                                                       | Słowacja: Martina Suchá          | 6:3, 6:3         |  |
| II runda                                                                      | Francja: Mary Pierce             | 2:6, 1:6         |  |
|                                                                               |                                  |                  |  |
| Letnie Igrzyska Olimpijskie w Londynie 2012, reprezentując państwo Rosja [16] |                                  |                  |  |
| I runda                                                                       | Chiny: Zheng Jie                 | 6:4, 7:6(7)      |  |
| II runda                                                                      | Gruzja: Ana Tatiszwili           | 6:3, 6:7(5), 6:2 |  |
| III runda                                                                     | Białoruś: Wiktoryja Azaranka [1] | 6:7(6), 4:6      |  |

### Gra podwójna
| Runda                                                                    | Partnerka            | Przeciwniczki                                        | Wynik            |
| ------------------------------------------------------------------------ | -------------------- | ---------------------------------------------------- | ---------------- |
|                                                                          |                      |                                                      |                  |
| Letnie Igrzyska Olimpijskie w Londynie 2012, reprezentując państwo Rosja |                      |                                                      |                  |
| I runda                                                                  | Marija Kirilenko [3] | Polska: Klaudia Jans-Ignacik / Alicja Rosolska       | 6:7(5), 6:3, 6:2 |
| II runda                                                                 | Marija Kirilenko [3] | Kazachstan: Jarosława Szwiedowa / Galina Woskobojewa | 6:3, 6:2         |
| Ćwierćfinał                                                              | Marija Kirilenko [3] | Chiny: Peng Shuai / Zheng Jie                        | 7:5, 6:7(4), 6:4 |
| Półfinał                                                                 | Marija Kirilenko [3] | Stany Zjednoczone: Serena Williams / Venus Williams  | 5:7, 4:6         |
| O trzecie miejsce                                                        | Marija Kirilenko [3] | Stany Zjednoczone: Liezel Huber / Lisa Raymond [1]   | 4:6, 6:4, 6:1    |

## Finały juniorskich turniejów wielkoszlemowych

### Gra pojedyncza (2)
| Końcowy wynik | Rok  | Turniej     | Nawierzchnia | Przeciwniczka    | Wynik finału |
| Zwyciężczyni  | 1998 | French Open | Ceglana      | Jelena Dokić     | 6:3, 6:3     |
| Finalistka    | 1999 | US Open     | Twarda       | Lina Krasnorucka | 3:6, 2:6     |

### Gra podwójna (1)
| Końcowy wynik | Rok  | Turniej     | Nawierzchnia | Partnerka           | Przeciwniczki              | Wynik finału |
| Finalistka    | 1998 | French Open | Ceglana      | Jelena Diemientjewa | Kim Clijsters Jelena Dokić | 4:6, 6:7     |